# 申廷煥
申廷煥（韓語：신정환，1974年5月10日—），韩国男歌手、電視主持人。1994年作為團體Roo'ra成員出道，後以主持人身份活躍於多個綜藝節目。

## 影視作品

### 綜藝節目
- 2002 - 2003 KBS2 슈퍼 TV 일요일은 즐거워
- 2002 - 2003 MBC 姜鎬童的天生緣分
- 2005 MBC 電波見聞錄
- 2007 SBS 星期天真好
- 2007 - 2010 MBC 黃金漁場 Radio Star
- 2008 - 2010 KBS2 想像Plus
- 2017 Mnet S計劃-惡魔的才藝捐獻
- 2018 JTBC 認識的哥哥

### 電視劇
- 2003 KBS2 BodyGuard
- 2003 SBS 金粉佳人

## 事件

### 非法赌博事件
申廷焕於2005年被發現在首尔狎鸥亭赌场酒吧內參與非法百家乐而被捕。  初時他表示"去見認識的前輩途中，警察是偶然来到的"，否認所有關於賭博的指控 ，但他在同一天内承认了指控，被网民批评他欺騙大眾。 由于这一次的事件，申廷焕被控並罚款700万韩元，之后三个月間停止所有演藝活動。

### 濫用粗言
2009年1月20日播出的《想像Plus》的〈想象！純韓語Plus〉中，申廷煥認為工作人員對他執行的遊戲懲罰太過份而對該名工作人員說粗言，因而引起了争议。其中一方面認為問題在於製作組沒有把申廷煥之粗言剪輯掉，另一方面則認為就算是錄製，申廷煥也需要注意自己的言行。申廷焕于1月21日通过告示版正式道歉。

### 菲律宾赌博
申廷煥没有在没有事先通知的情况下，于2010年9月5日缺席MBC的中秋节特别节目录制。同月6日錄製的KBS《明星金鐘一年一班》和7日錄製的MBC《青春綜藝─花束》，他也在没有通知的情况下缺席，各种假設性的谣言因而開始傳播。  對於申廷煥缺席節目錄製。雖然其經紀公司解釋申廷煥是因過勞而缺席節目錄影， 但SBS报道申廷煥疑似在菲律宾因赌博债务而被拘留 ， MBC則報導申廷煥因借钱留下护照，而無法回國，最有可能的情況是遠程賭博期間，無法還錢而不能出境。之後申廷焕通过官方粉絲專頁承認於菲律宾宿务與同行人士一起到訪過赌场，到訪目的是觀光，而且於旅行途中患上登革热而住院並上傳了住院照片，否认賭博傳言。 然而，一些网民指出照片中是接受心电图檢查的樣子，有必要澄清因登革热入院的时间。 媒體於菲律宾采访申廷煥曾入住的医院，申廷煥的負責医生证实他“不是登革热症状，正常”。 网民批评申廷焕偽造了該次事件。 雖然申正焕表示他并没有參與巨額賭博，但是亦有証供說他向中国商人借了很多钱去參與巨額賭博，因而再次引起了這到底是否虛假解釋的爭議。据透露，他借了一笔钱後，一次下注1500万韩元。 根據媒体取材結果报道，申廷焕的節目出演費已被扣押， 并因不償還1亿韩元的债务而被控告。 过程中被透露，申廷煥每週出演费为2500万韩元。 
申廷煥除了他自己的官方粉絲專頁帖子外，拒绝所有媒体的联絡和采访。在大眾對於申廷煥為遠程賭博作虛假解釋的疑惑恶化时，申廷煥原在菲律宾的一家酒店住宿，9月15日他抵达澳门 ，并留在那里。 及後，他途經尼泊尔並表示將於10月回到韓国。  11月2日，申廷煥去到了印度 。  申廷煥在一位熟人的帮助下生活。在这个过程中，剧集《All in》的實際人物世宗大學教授「車民秀」表达了他希望帮助申廷煥治疗赌博成瘾的想法。 
申廷煥的經紀公司指派其经理人出國勸導申廷煥回國，并商討未来计划，但遭到申廷煥拒绝，经理人便返回韩国。經紀公司正式發表道歉文章“事發當時，我们试图联系申廷煥以掌握事件的真实性，但無法取得聯繫，也无法了解具体情况，所以我们沒法正式回复”。 
另一方面，受到該事件影響的電視節目《明星金鐘一年一班》的制作团队表示已決定停止申廷煥出演節目。 而《青春綜藝─花束》及《黄金渔场 Radio Star》方面，申正焕則宣布他自願下车。  另外，在9月14日， 检方對申廷煥涉嫌违反外汇管制法、慣性赌博等展開调查。 
申廷煥曾出演的《明星金鐘》，由全炫茂重新加入成為主持，《黄金渔场 Radio Star》則以一日主持的方式讓節目重回正轨。   《黄金渔场 Radio Star》開場白中，亦加入"申廷煥 打起精神吧"的批判內容。 主持人金九拉在《黄金渔场 Radio Star》中說道“如果没有牙齿，就算是用牙龈也要咀嚼鋼筋”言及到申廷煥。 
2011年1月20日11時30分，事件期間多次推迟回韓的申廷煥在事隔四个月后回到韓國。新闻在机场道歉，“很多人给了我很多的爱，但我还以的是失望，對此非常抱歉，會接受懲罰身的。”回韓當日，申廷煥接受警察调查直到晚上8時30分，后回到家中，他承认他借了1.2亿韩元去參與百家乐赌博。 申廷煥在國外期間接受脛骨手術時，鐵芯碎裂、腳踝扭断等健康狀況並不好，也看到他腳跛的樣子。 
据说申廷煥陳述中指他没有媒体传言所谓的“藝人赌博名单”。 警方决定對申廷煥作不拘留立案，并调查赌博資金来源和先前提及到的登革热事件。  申廷煥回國引起了许多人的注意，并在9点钟的主要新闻中报道。 此外，申廷煥在机场時所穿著的衣服，被发现是数十万韩元高价商品，引起了网民的争論。  很多人批评申廷煥的赌博醜聞，但亦有人指出申廷煥的罪行被夸大了。 陳重權说，申廷煥的赌博并不是一种伤害别人的罪行而是一种疾病，而且他穿著的衣服也不能成為批评的對象。 漫画家Kang Full也在推特上發文「戴上帽子入境是那麼大的错误嗎」以婉轉的方式批评了网民。 
2011年6月2日，对申廷煥的菲律宾赌博嫌疑进行了审判，法庭宣判他入監八个月。申廷焕在法院上訴時表示“現在的身體狀況不好，也在接受康復治療，希望得到妥善處理”、“將來會以服务社会來生活”。2011年12月23日，因为圣诞节特赦，申廷焕與李成真被假释。 
因為是次事件，申廷焕本人所演唱的歌曲及参與歌曲均被KBS列為禁曲，他亦登上三大電視台禁止出演名單。